# Le nâu lông vũ
Le nâu lông vũ (danh pháp hai phần: Dendrocygna eytoni) là một loài chim thuộc phân họ Le nâu. Loài này sinh sản ở được tìm thấy ở New Guinea và Australia. Nó chủ yếu có màu nâu với cổ dài. Con trống và con mái có bộ lông như nhau.